# Marvin L. Esch

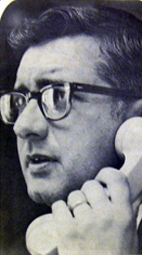
Marvin L. Esch

Marvin Leonel Esch (* 4. August 1927 in Flinton, Cambria County, Pennsylvania; † 19. Juni 2010 in Ann Arbor, Michigan) war ein US-amerikanischer Politiker. Zwischen 1967 und 1977 vertrat er den Bundesstaat Michigan im US-Repräsentantenhaus.

## Leben
Marvin Esch besuchte auf dem zweiten Bildungsweg verschiedene Schulen in Akron (Ohio) und Jackson (Michigan). Während des Zweiten Weltkrieges diente er zunächst in der US Navy und dann bis 1946 in der US Army. Bis 1959 studierte er verschiedene Fächer an der University of Michigan in Ann Arbor. Später lehrte er an der Wayne State University in Detroit Rhetorik und Arbeitsrecht.
Politisch war Esch Mitglied der Republikanischen Partei. In den Jahren 1965 und 1966 saß er als Abgeordneter im Repräsentantenhaus von Michigan. Bei den Kongresswahlen des Jahres 1966 wurde er im zweiten Wahlbezirk von Michigan in das US-Repräsentantenhaus in Washington, D.C. gewählt, wo er am 3. Januar 1967 die Nachfolge von Weston E. Vivian antrat. Nach vier Wiederwahlen konnte er bis zum 3. Januar 1977 fünf Legislaturperioden im Kongress absolvieren. In dieser Zeit endete der Vietnamkrieg. Im Jahr 1974 wurde das politische Amerika von der Watergate-Affäre erschüttert. 1971 wurde im Kongress der 26. Verfassungszusatz verabschiedet.
Esch war Mitglied im Bildungs- und Arbeitsausschuss. Im Jahr 1976 verzichtete er auf eine erneute Kandidatur für das US-Repräsentantenhaus. Stattdessen bewarb er sich erfolglos um einen Sitz im US-Senat: Er unterlag dem Demokraten Donald W. Riegle. Zwischen 1977 und 1980 war er als Direktor für die Öffentlichkeitsarbeit der U.S. Steel Corporation zuständig. Danach war er von 1981 bis 1987 Direktor für Weiterbildung beim American Enterprise Institute. Marvin Esch starb am 19. Juni 2010 in Ann Arbor. Er war mit Olga Jurich verheiratet, mit der er drei Kinder hatte.